# Sarcopteron
Sarcopteron là một chi bướm đêm thuộc họ Erebidae.